# Římskokatolická farnost Kryštofovo Údolí
Římskokatolická farnost Kryštofovo Údolí je církevní správní jednotka sdružující římské katolíky na území obce Kryštofovo Údolí a v jejím okolí. Organizačně spadá do libereckého vikariátu, který je jedním z 10 vikariátů litoměřické diecéze. Centrem farnosti je kostel svatého Kryštofa v Kryštofově Údolí.

## Historie farnosti
V letech 1662–1768 území farnosti spadalo pod farnost Žibřidice. Farnost byla zřízena v roce 1768. Dochované matriky pro místo jsou vedeny od roku 1673.

### Duchovní správci vedoucí farnost
Začátek působnosti jmenovaného v duchovní správě farnosti od:
- 1768   proto-par. (1. farář) Antonius Schreiber
- 1772   Ignatius Suske, † 8. 2. 1779
- 18. 11. 1774  Franc. Jos. Fistra n. 1732 Prag, † 5. 9. 1803
- 1785  Jos. Lichtner
- 1802  Franc. Schwertner, † 26. 5. 1803
- 1803  Franc. Tietze, n. 1. 11. 1764 Hohlen, o. 13. 7. 1788, † 5. 12. 1833
- 19. 1. 1816  Ioann. Hollauer, n. 1. 5. 1783 Prag., o. 24. 10. 1805, † 20. 12. 1846
- 1819  Jos. Ehret, n. 28. 2. 1775 Kloesterle a. E., o. 12.  9. 1802, † 16. 5. 1851
- 1822  Flor. Kliger, 31. 5. 1783 Reichenberg, o. 16. 8. 1809, † 31. 5. 1832
- 1832  Anton. Wenzel, n. 5. 3. 1795 Reichenavia, o. 24. 8. 1820, † 5. 7. 1864
- 1843  Jos. Tschiedl, n. 6. 11. 1798 Ringelshain, o. 24. 8. 1824, † 31. 8. 1854
- 1853  Aug. Klindert, n. 27. 10. 1815 Aussig, o. 1. 8. 1839, † 1. 3. 1882
- 1864  Car. Wünsch, n. 4. 4. 1822 Gablonecium. o. 25. 7. 1845, † 4. 6. 1886
- 1868  Thadd. Appelt, n. 5. 8. 1824 Dörfel, o. 25. 7. 1849, † 24. 3. 1895
- 1877  par. vacat, admin. interc. Franc. Michler
- 1878  Jos. Appelt, n. 1. 6. 1834 Dörfel, o. 26. 7. 1858, † 20. 8. 1899
- 1885  Ferd. Tschörner, n. 17. 2. 1845 Reichenberg, o. 23. 7. 1870, † 9. 5. 1916
- 1889  Steph. Krause, n. 5. 4. 1857 Lusdorf, o. 20. 7. 1880, † 26. 12. 1939
- 1903  Jos. Schlenz, n. 8. 11. 1865 Radl, o. 29. 6. 1890, † 25. 3. 1912
- 1907  Anton. Diessner, n. 28. 8. 1870 Georgswalde, o. 17. 2. 1896, † 20. 9. 1934
- 1916   par. vacat, admin. interc. Guil. Klassen
- 1917   Petrus Bichler, n.  8. 4. 1882 Welschbillig (G.), o. 14. 7. 1907, † 18. 5. 1952
- 1918   par. vacat, admin. interc. Joann. Röttig
- 1919   Leo Hatscher, n. 16. 12. 1889 Klein Teuplitz, o. 23. 7. 1913, † 25. 2. 1974
- 1. 8. 1925  Franc. Egerer, n. 10. 8. 1893 Eisendorf, o. 29. 6. 1917, † 13. 1. 1968
- 17. 1. 1947 Josef Vavrečka
- 1. 10. 1947 František Bubeník
- 16. 3. 1951 Vojtěch Tkadlčík
- 1. 4.  1951 Bohuslav Čálek
- 1. 10. 1952 Jan Vraštil
- 1. 9.  1954 František Klapuch
- 24. 10. 1955 Jaroslav Knespl
- 1. 10. 1956 Jan Surý
- 1. 12. 1956 Stanislav Šlapák
- 1. 3.  1957 Stanislav Havlas
- 1. 10. 1957 Karel Qualizza
- 16. 10. 1958 František Klapuch
- 1. 8.  1964 Ignác Stodůlka
- 15. 3. 1965 Alois Frajt
- 1. 10. 1974 Josef Dobiáš
- 1. 8.  1990 František Opletal
- 1. 7.  2010 Radek Jurnečka, admin. exc.
- 2. 3. 2024 František Masařík, admin. exc., od 15. 4. 2024 admin. exc. in spiritualibus z Liberce
  - 15. 4. 2024 JUDr. Mgr. Jakub Jan Disman, admin. in materialibus[2]

Kromě kněží stojících v čele farnosti, působili ve farnosti v průběhu její historie i jiní kněží. Většinou pracovali jako farní vikáři, kaplani, katecheté, výpomocní duchovní aj.

## Území farnosti
Do farnosti náleží území obce:
- Kryštofovo Údolí (Christophsgrund)[p 2]
- Novina (Neuland)[p 2]

## Římskokatolické sakrální stavby na území farnosti
| Fotografie | Stavba              | Místo            | Bohoslužby                      | Zeměpisné souřadnice            | Status       | Číslo kulturní památky           |        |
| Kostel | Kostel              | Kostel           | Kostel                          | Kostel                          | Kostel       | Kostel                           | Kostel |
| --- | ------------------- | ---------------- | ------------------------------- | ------------------------------- | ------------ | -------------------------------- | ------ |
| | Kostel sv. Kryštofa | Kryštofovo Údolí | bližší informace o bohoslužbách | 50°46′22″ s. š., 14°56′1″ v. d. | farní kostel | 36695/5-4355 (Pk•MIS•Sez•Obr•WD) |        |
| Některé drobné sakrální stavby a pamětihodnosti lze dohledat zde v databázi Drobné sakrální památky Zaniklé sakrální stavby lze dohledat zde v databázi Poškozené a zničené kostely, kaple a synagogy v České republice |                     |                  |                                 |                                 |              |                                  |        |

Ve farnosti se mohou nacházet i další drobné sakrální stavby, místa římskokatolického kultu a pamětihodnosti, které neobsahuje tato tabulka.

## Příslušnost k farnímu obvodu
Z důvodu efektivity duchovní správy byl vytvořen farní obvod (kolatura) farnosti – arciděkanství Liberec, jehož součástí je i farnost Kryštofovo Údolí, která je tak spravována excurrendo. Přehled těchto kolatur je v tabulce farních obvodů libereckého vikariátu.

## Galerie

Římskokatolická farnost Kryštofovo Údolí
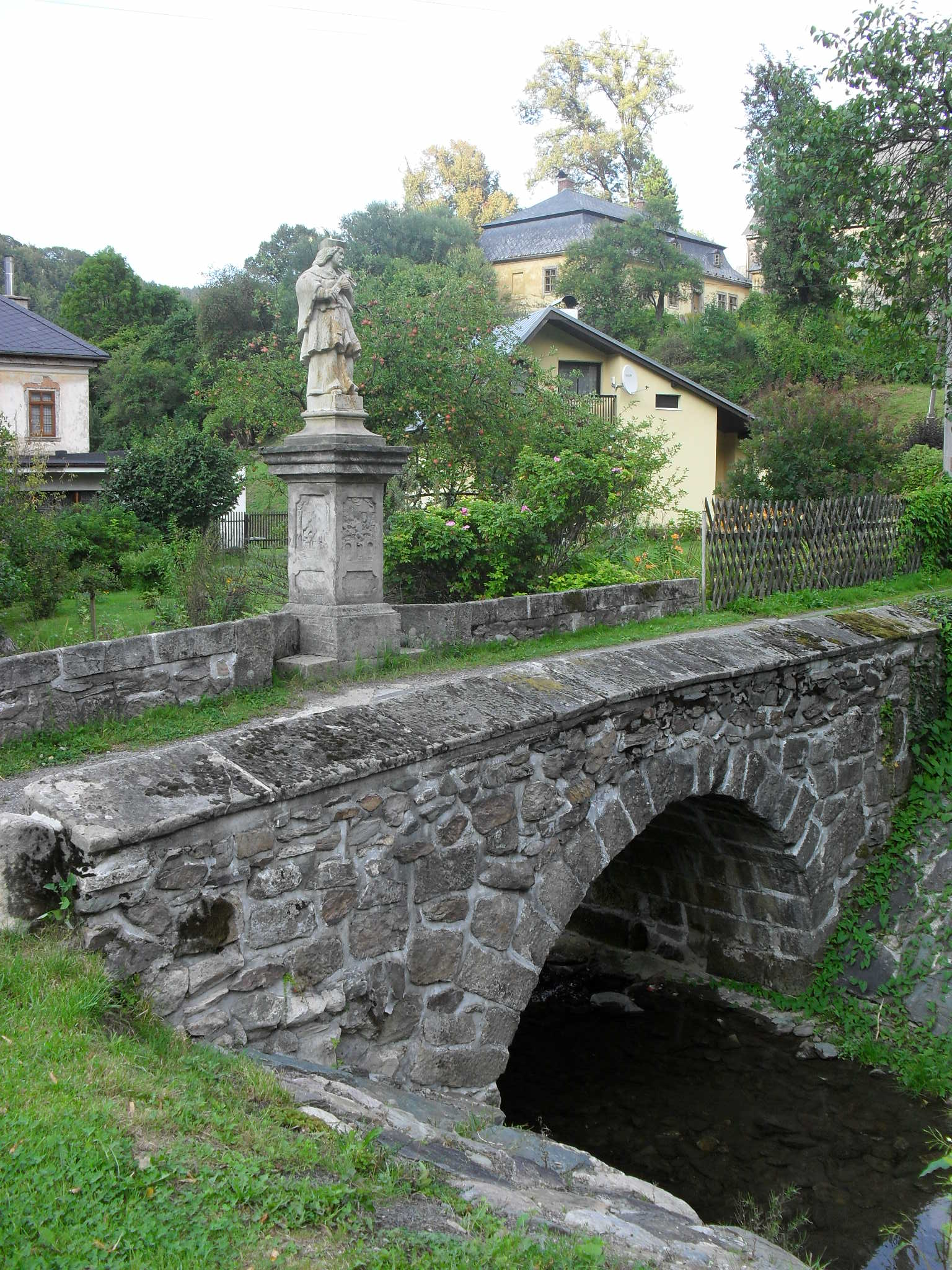
Socha sv. Jana Nepomuckého v Kryštofově Údolí
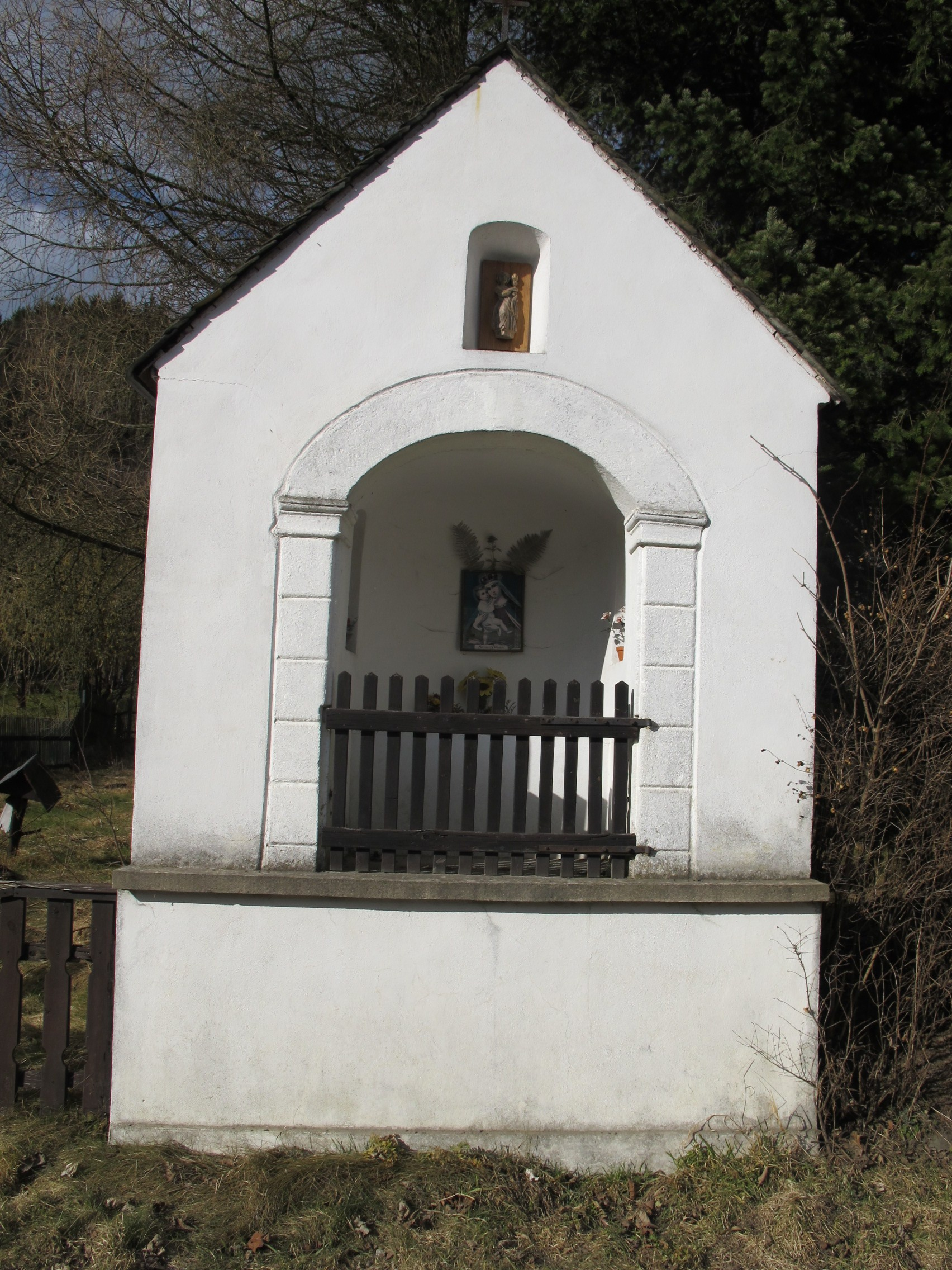
Výklenková kaplička Panny Marie Pomocné, Kryštofovo Údolí
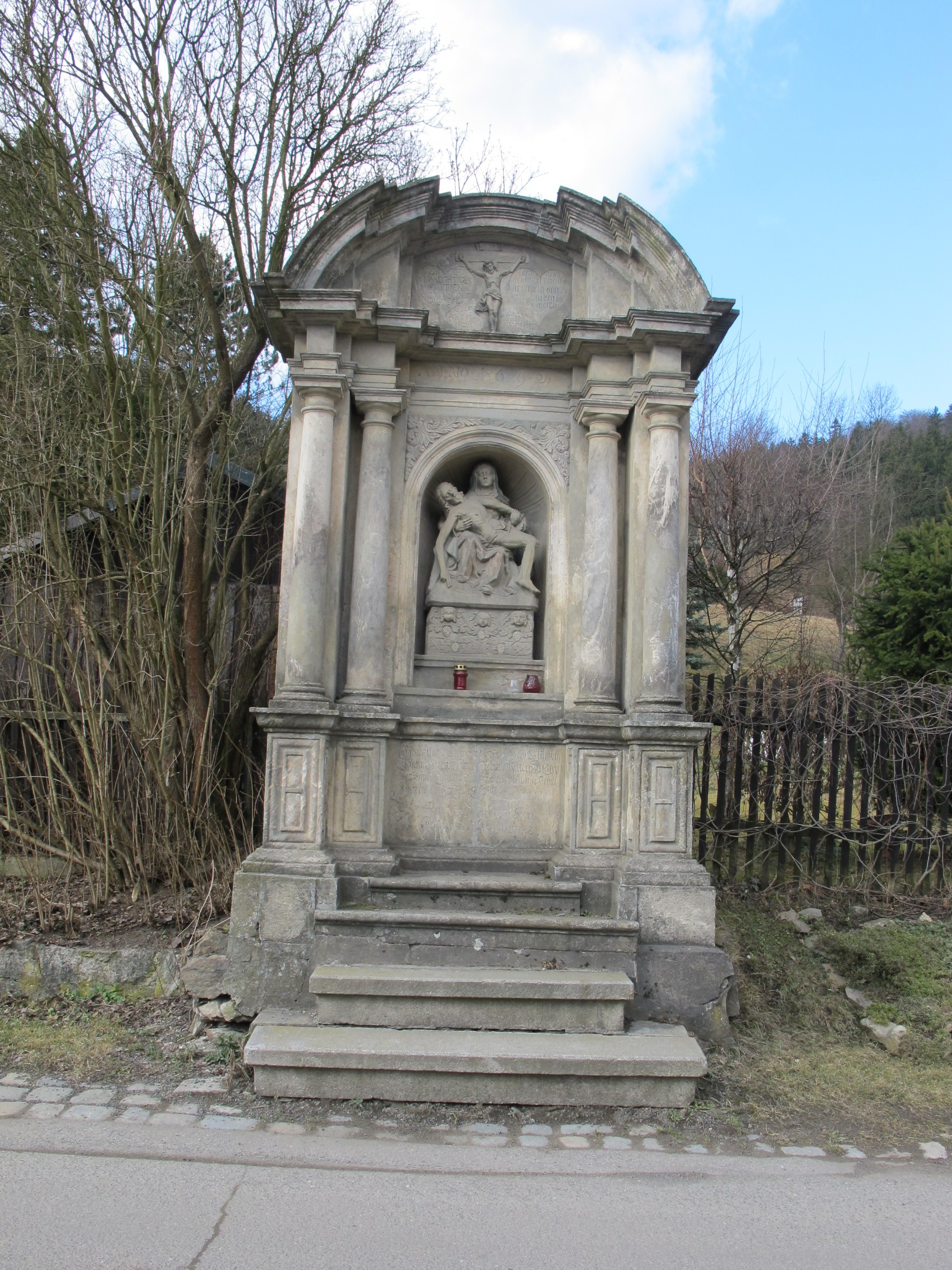
Kaple se sousoším Piety, Kryštofovo Údolí